# Latinista (album)
Latinista è il sesto album studio della band ska Roy Paci & Aretuska, pubblicato il 4 maggio del 2010.

## Produzione
L'album è stato preprodotto in Brasile, nel villaggio Morro de São Paulo, mentre i brani sono stati incisi a Lecce.

## Tournée
Il cosiddetto Latinista Mundo Tour è partito dal Concerto del Primo Maggio a Roma, per finire verso i primi di settembre.

## Stile
Lo stile, come preannuncia il titolo dell'album, è molto influenzato dai ritmi musicali dell'America Latina.

## Tracce
1. Introavailable (0:39)
2. Latinista (3:47)
3. Maasai (3:33)
4. Nostress (3:52)
5. Bonjour bahia (3:14)
6. Il diavolo (3:27)
7. Fiesta total (3:33)
8. Santa (3:06)
9. Non so che (4:29)
10. Destino maraviglia (3:55)
11. Il segreto - featuring Eugene Hütz (3:53)
12. Can i go (3:47)
13. Io per amore vivo (4:29)
14. Nos tres (latin version) (3:53)
15. Esa Cosa (latin version)